# الساتى (القفر)

تعديل مصدري - تعديل

الساتى هي إحدى قرى عزلة بني سيف العالي بمديرية القفر التابعة لمحافظة إب، بلغ تعداد سكانها 269 نسمة حسب تعداد اليمن لعام 2004.